# Catopsis paniculata
Catopsis paniculata är en gräsväxtart som beskrevs av Charles Jacques Édouard Morren. Catopsis paniculata ingår i släktet Catopsis och familjen Bromeliaceae. Inga underarter finns listade i Catalogue of Life.